# イラクのサッカー選手一覧
この記事はイラクのサッカー選手一覧（-せんしゅいちらん）である。
既に記事があるものに関してはCategory:イラクのサッカー選手を参照されたい。
この項目はCategoryではないので、記事の無い選手について赤リンクのままにしておく事が出来る。記事の無いものに関しては一時的に簡単な説明（時代、クラブ）等を併記しておいて構わない。
| 目次:                                               |
| 1 英語表記                                          |
| A B C D E F G H I J K L M N O P Q R S T U V W X Y Z |
| 2 アラビア語表記                                    |
| 3 関連項目                                          |

## 英語表記

### A
- Ahmad Abid Ali（英語版） (アラビア語版)
- Ahmad Ali Jaber（英語版） (アラビア語版)
- Ahmad Mnajed（英語版） (アラビア語版)
- Adil Basher（英語版） (アラビア語版)
- Abbas Obeid（英語版） (アラビア語版)
- Adnan Hamad（英語版） (アラビア語版)
- Adnan Dirjal（英語版） (アラビア語版)
- Alaa Kadhim（英語版） (アラビア語版)
- Ali Hussein Shihab（英語版） (アラビア語版)
- Ali Rehema（英語版） (アラビア語版)
- Ali Abbas Al-Hilfi（英語版） (アラビア語版)
- Ali Kadhim（英語版） (アラビア語版)
- Ammo Baba（英語版） (アラビア語版)

### B
- Basil Gorgis（英語版） (アラビア語版)
- Bassim Abbas（英語版） (アラビア語版)

### D
- Dhia Habib（英語版） (アラビア語版)

### E
- Emad Mohammed（英語版） (アラビア語版)

### F
- Falah Hassan（英語版） (アラビア語版)

### G
- Ghanim Oraibi（英語版） (アラビア語版)

### H
- Haris Mohammed（英語版） (アラビア語版)
- Habib Jafar（英語版） (アラビア語版)
- Hussein Saeed（英語版） (アラビア語版)
- Haidar Abdul-Amir（英語版） (アラビア語版)
- Haidar Abdul-Razzaq（英語版） (アラビア語版)
- Hadi Abbas（英語版） (アラビア語版)
- Haitham Kadhim（英語版） (アラビア語版)

### I
- Ismail Mohammed（英語版） (アラビア語版)

### J
- Jassim Ghulam Al-Hamd（英語版） (アラビア語版)

### K
- Khaldoun Ibrahim（英語版） (アラビア語版)
- Karrar Jassim（英語版） (アラビア語版)
- Karim Saddam（英語版） (アラビア語版)

### L
- Laith Hussein（英語版） (アラビア語版)

### M
- Mohammed Gassid（英語版） (アラビア語版)
- Muslim Mubarak（英語版） (アラビア語版)
- Mahdi Karim（英語版） (アラビア語版)

### N
- Nadhum Shaker（英語版）(アラビア語版)
- Nabeel Abbas（英語版）(アラビア語版)
- Noor Sabri（英語版） (アラビア語版)

### Q
- Qusay Munir（英語版） (アラビア語版)

### R
- Radhi Shenaishil（英語版） (アラビア語版)
- Razzaq Farhan（英語版） (アラビア語版)
- Raad Hammoudi（英語版） (アラビア語版)

### S
- Samer Saeed（英語版） (アラビア語版)
- Shawqi Aboud（英語版） (アラビア語版)
- Salih Sadir（英語版） (アラビア語版)

### W
- Wathiq Naji（英語版） (アラビア語版)

## アラビア語表記
- أحمد الطائي
- حمد صبحي
- حمد صلاح
- أركان نجيب
- أكرم عمانوئيل
- بشار رشيد
- جمولي
- حسن فرحان
- خليل محمد علاوي
- رحيم حميد
- سعد قيس
- شاكر محمود
- شرار حيدر
- صباح عبد الجليل
- عادل خضير
- علي علوان
- كاظم وعل
- كريم محمد علاوي
- مجبل فرطوس
- محمد طبرة
- محمد ناصر
- منذر خلف
- مهدي جاسم
- مهدي عبد الصاحب
- موفق حسين
- ناصر جكو
- ناطق هاشم
- نعيم صدام